# 조너선 해리스
조너선 해리스(Jonathan Harris, 1914년 11월 6일 ~ 2002년 11월 3일)는 미국의 배우이다.

## 출연 작품
- 골 2: 꿈을 향해 뛰어라 (2007)
- 토이 스토리 2 (1999)
- 벅스 라이프 (1998)
- 쥬니어는 문제아 - TV 만화 시리즈 (1993)
- 해필리 에버 에프터 (1990)
- 배틀스타 갤럭티카 - 78년 시리즈 (1978)
- 아크 2 (1976)
- 우주가족 로빈슨 (1965)
- 아내는 요술쟁이 (1964)
- 조로 (1957)
- 스튜디오 원 (1948)